# Hanstedt (Uelzen)
Hanstedt è un comune di 921 abitanti della Bassa Sassonia, in Germania.
Appartiene al circondario (Landkreis) di Uelzen (targa UE) ed è parte della comunità amministrativa (Samtgemeinde) di Altes Amt Ebstorf.